# Suore trinitarie (Roma)

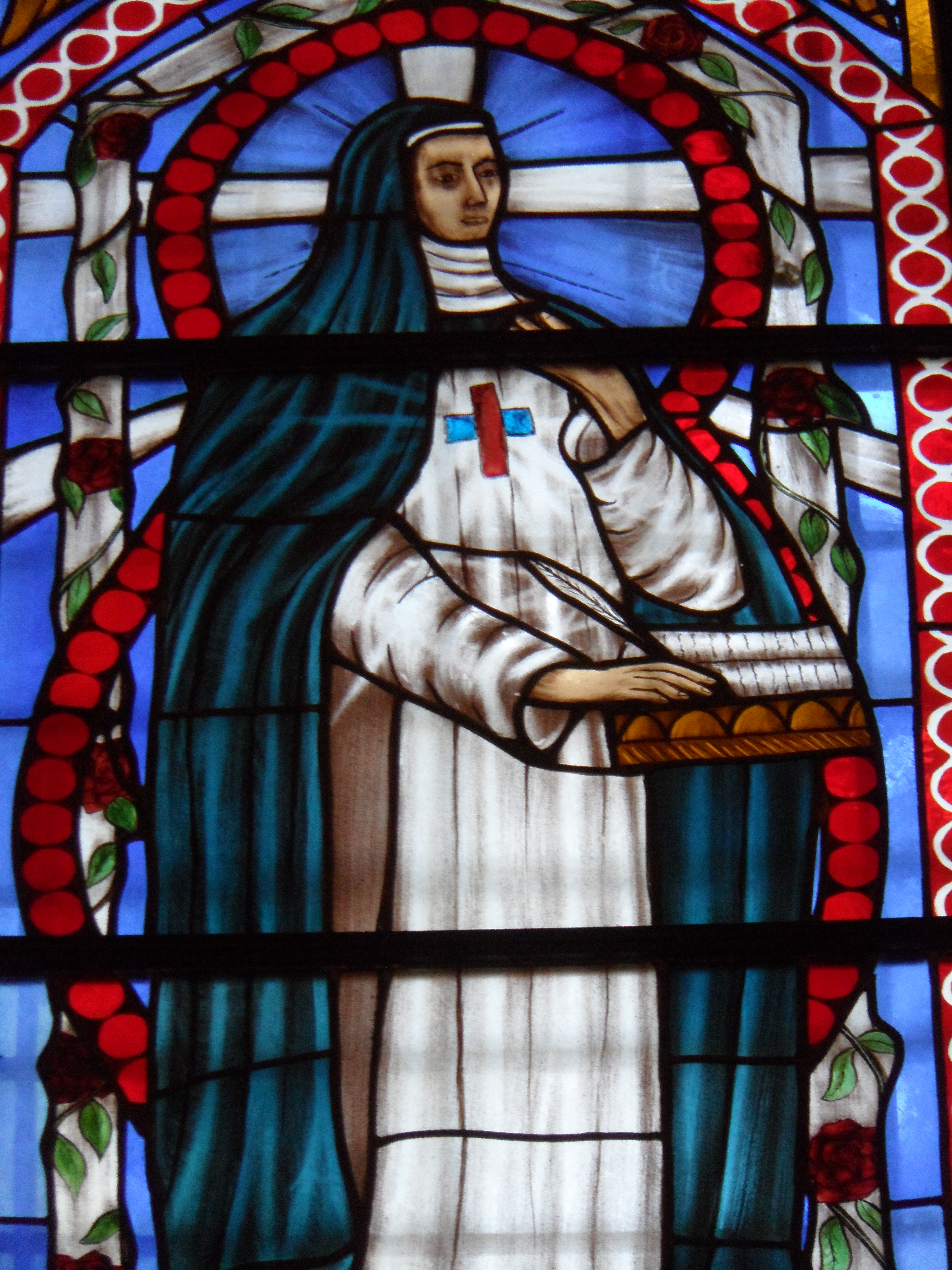
Madre Teresa della Santissima Trinità, fondatrice dell'istituto.

Le Suore Trinitarie sono un istituto religioso femminile di diritto pontificio.

## Storia

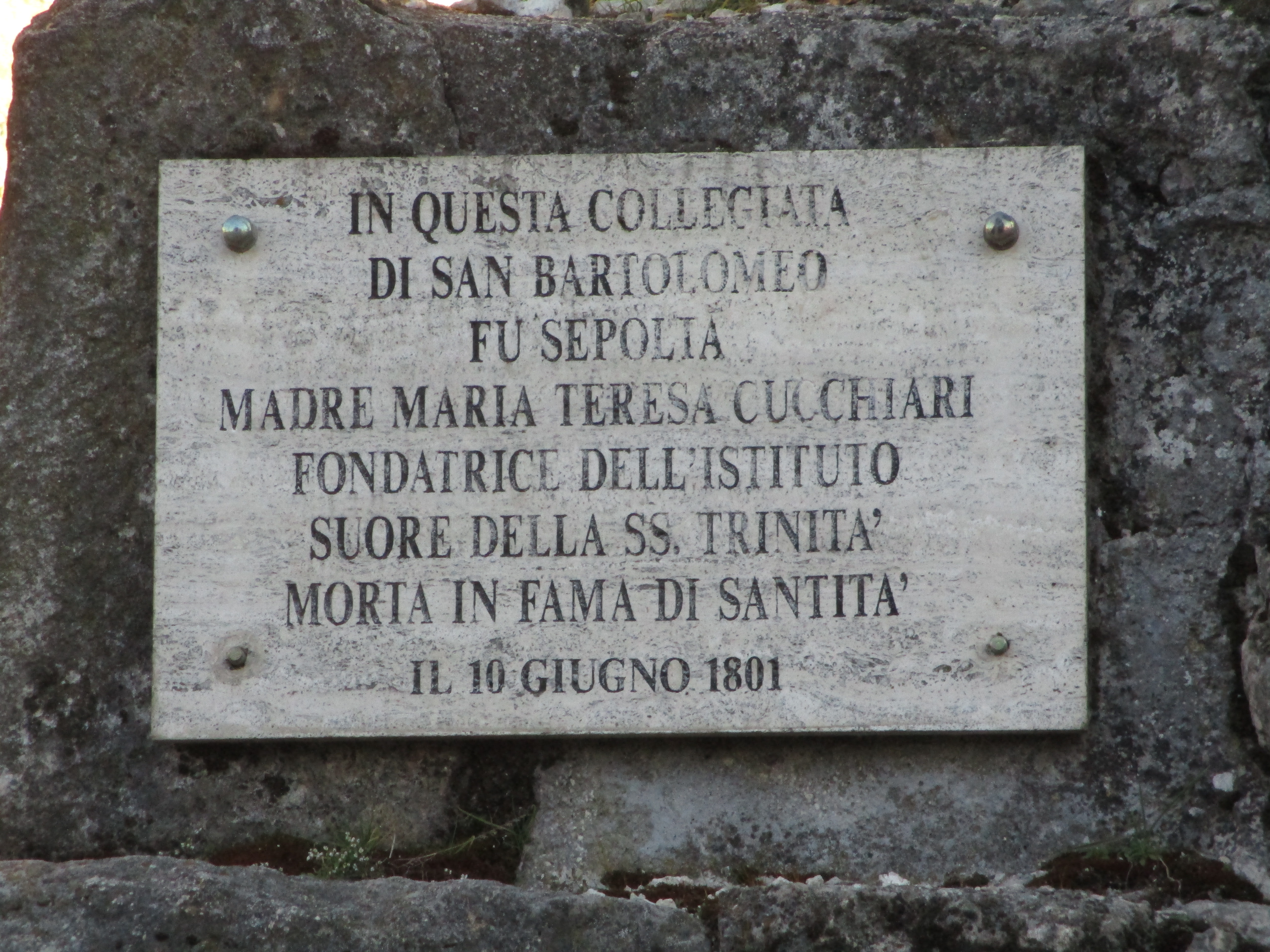
Targa commemorativa presso l'ex collegiata di San Bartolomeo ad Avezzano.

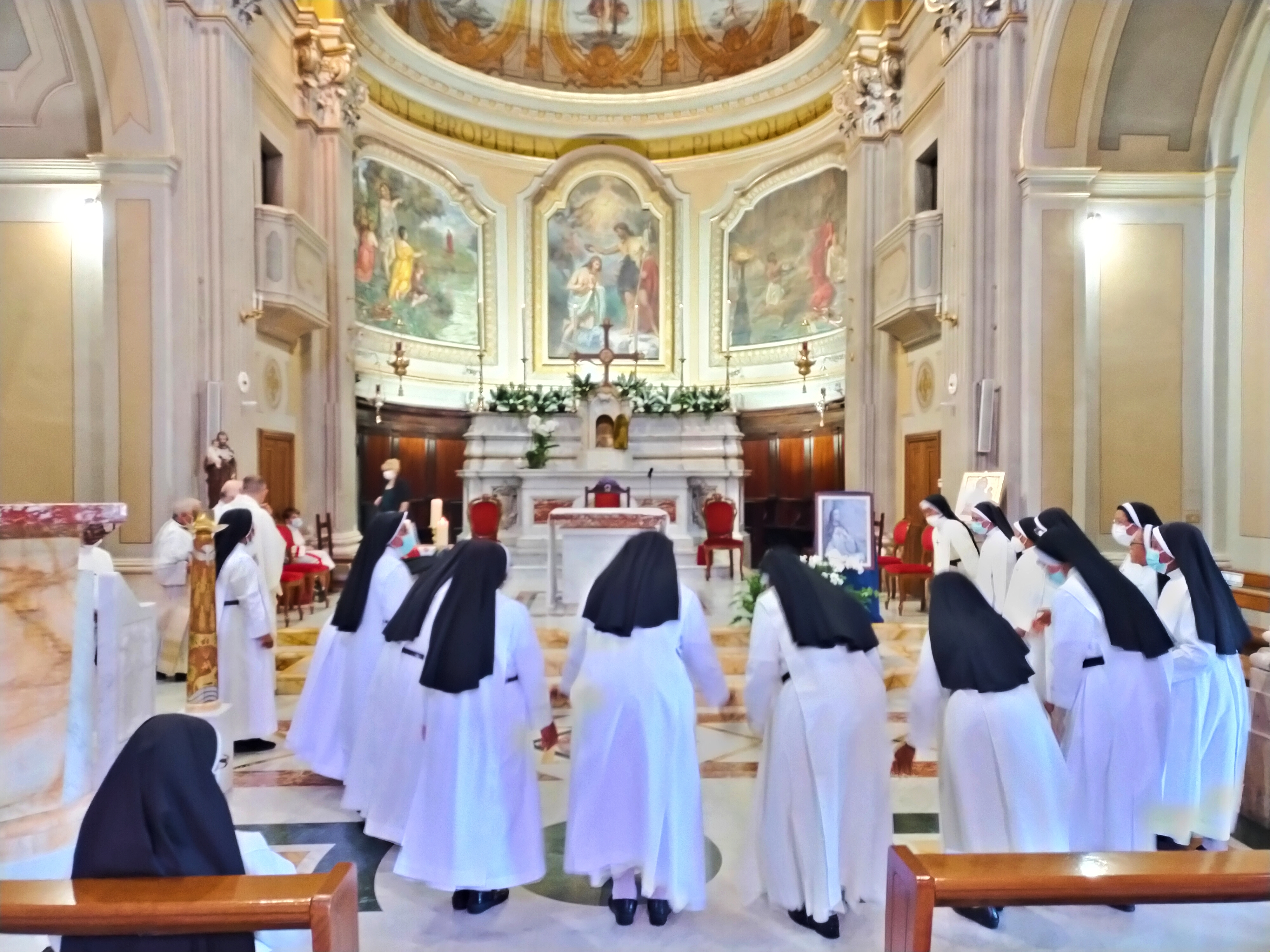
Celebrazione delle suore trinitarie in onore di madre Maria Teresa Cucchiari.

La congregazione fu fondata a Roma da Maria Teresa Cucchiari insieme con Marianna Rizzotti e Anna Reina. Con il consenso di papa Clemente XIII e del ministro generale dei frati trinitari, la Cucchiari e le compagne presero l'abito religioso l'8 settembre 1762 presso la chiesa di San Carlo alle Quattro Fontane.
La fondatrice adottò la regola delle monache trinitarie scalze adattandola, però, alla vita attiva e stabilì come scopo della congregazione l'istruzione della gioventù femminile: il cardinale Marcantonio Colonna affidò alla nascente comunità presso la chiesa di San Bartolomeo l'educazione delle ragazze del suo feudo di Avezzano.
Le suore in origine erano dette Maestre Pie dell'Ordine dei trinitari scalzi e poi Oblate dell'Ordine della Santissima Trinità. Le loro prime regole furono approvate dalla congregazione per i Vescovi e i Regolari il 6 gennaio 1828; delle nuove costituzioni furono approvate dal cardinale vicario di Roma il 28 febbraio 1903.
Le varie comunità della congregazione erano originariamente autonome e solo nel 1907 avvenne l'unione delle varie case e si procedette all'elezione di una superiora generale.
Nel 1929 le suore, per assistere gli emigrati italiani, aprirono case negli Stati Uniti d'America e nel 1961 si stabilirono anche nel Madagascar.

## Attività e diffusione
Le trinitarie si dedicano principalmente all'istruzione e all'educazione cristiana della gioventù.
Oltre che in Italia, sono presenti nelle Filippine, in Madagascar e negli Stati Uniti d'America. La sede generalizia è a Roma.
Alla fine del 2008 la congregazione contava 295 religiose in 32 case.